# Günter Beaugrand
Ludwig Günter Beaugrand (* 24. August 1927 in Düsseldorf; † 21. November 2018 in Hamm) war ein deutscher Publizist. Er lebte ab 1965 in Hamm (Westfalen) und war dort vielfach ehrenamtlich tätig.

## Leben
Günter Beaugrand wurde als Sohn eines Malermeisters geboren. Dieser starb 1936, so dass seine Mutter allein für den Familienunterhalt sorgte. Nach einem längeren Aufenthalt bei einer bäuerlichen Verwandtenfamilie in Essentho (Marsberg) kehrte Günter Beaugrand 1940 nach Düsseldorf zurück und setzte dort den Schulbesuch auf der Scharnhorst-Oberschule fort. Mit seiner Klasse nahm er von März bis September 1941 an der Kinderlandverschickung nach Spindlermühle/Sudetenland teil. Er war Mitglied der katholischen Jugend der Pfarrei St. Albertus Magnus in Düsseldorf und sah dies als Gegengewicht gegen die ideologische HJ-Beeinflussung. Mitte Juli 1943 wurde Günter Beaugrand als Luftwaffenhelfer zur Flak in Düsseldorf kommandiert, anschließend folgten im Herbst 1944 Kriegseinsatz bei Panzergraben-Ausschachtungen am Westwall am Niederrhein, Reichsarbeitsdienst in Flensburg und ab Dezember die Ausbildung zum Panzergrenadier auf der Hardthöhe in Bad Godesberg. Im Januar 1945 in die Niederlande verlegt, kam Günter Beaugrand am 1. April in britische Kriegsgefangenschaft. Er war bis September 1945 in einem Lager bei Brügge in Belgien. Nach der Entlassung setzte er den Schulbesuch auf dem Leibniz-Gymnasium (vorher Scharnhorst-Oberschule) fort und machte dort im März 1947 in einem Sonderlehrgang das Abitur.

### Journalistische Tätigkeiten
Nach vergeblichen Bemühungen, einen Ausbildungs- oder Studienplatz zu bekommen, wurde Günter Beaugrand im Juli 1947 vom Pressedienst der Verfolgten des Naziregimes in Düsseldorf als Volontär und später als Redakteur bei der vom Pressedienst herausgegebenen Wochenzeitung „VVN-Nachrichten“ und später ihren Nachfolgern „Das 20. Jahrhundert“, „Zeitung ohne Namen“ und „Das freie Wort“ als Redakteur angestellt. Bis 1953 führte der Berufsweg Günter Beaugrand in verschiedene Aufgabenbereiche: Redakteur bei der „Bonner Rundschau“ in der Regionalausgabe für den Kreis Ahrweiler in Bad Neuenahr (1953–1955), Pressereferent für „Haus Hoheneck“ und die Bundesarbeitsgemeinschaft Jugendschutz in Hamm (1955–1957), Redakteur an der katholischen Funk- und Filmillustrierten „Funkkalender“ in Hamm und Köln (1957–1962), stellvertretender Chefredakteur der Funkillustrierten Gong in Nürnberg und Chefredakteur der katholischen Illustrierten „Feuerreiter“ in Köln (1962–1964). Anschließend kehrte er als stellvertretender Chefredakteur des „Liboriusblattes“ nach Hamm zurück, dessen Chefredaktion er von 1969 bis 1994 übernahm, inzwischen verbunden mit der gleichen Aufgabe beim mit dem „Liboriusblatt“ kooperierenden „Bayerischen Sonntagsblatt“.

### Gesellschaftliches Engagement
Neben und während seiner Berufstätigkeit wandte sich Günter Beaugrand verschiedenen gesellschaftspolitischen und kirchlichen Aufgaben zu, so etwa als Vorstandsmitglied und Sprecher der Redakteure in der „Arbeitsgemeinschaft Katholische Presse“, der Bundesarbeitsgemeinschaft Aktion Jugendschutz und der Landesarbeitsgemeinschaft Jugendschutz NRW, Vorstandsmitglied des Instituts für Medieninformation, Köln, zur Herausgabe des „film-dienstes“ und der „Funk-Korrespondenz“, Vorsitzender des Katholischen Pressebundes, Bonn, Vorsitzender des Freundes- und Fördererkreises der Volkshochschule Hamm.
In diesen und anderen Gremien suchte Günter Beaugrand vor allem aktuelle Probleme der Medienkunde und Medienerziehung aufzugreifen und praktische Hilfen für den Umgang mit Film und Fernsehen zu vermitteln. Viele Jahre war er mitverantwortlich für die wöchentlich im VHS-Kino Hamm gezeigten ausgewählten, filmkünstlerisch anspruchsvollen Spielfilme. Er leitete schon früh den Arbeitsausschuss „Neue Medien“ der katholischen Presse und der Katholischen Nachrichtenagentur (KNA). Er war seit Beginn der „Lippewelle Hamm“ Mitglied der Veranstaltergemeinschaft als Vertreter der katholischen Kirche für die Erzdiözese Paderborn und die Diözese Münster.
Günter Beaugrand starb im November 2018 im Alter von 91 Jahren.

## Werke (Auswahl)
Günter Beaugrand veröffentlichte während seiner Berufstätigkeit, aber auch nach seinem Ruhestand im Jahr 1994 zahlreiche Bücher und Schriften: 
- Fernsehen in der frühen Kindheit, Hamm 1966
- Fernsehmord für Millionen, Hamm 1971
- Mit dem Bildschirm leben, Hamm 1973
- Familienpartner Fernsehen, Hamm 1979
- Kardinal von Galen – Der Löwe von Münster, Aschaffenburg 1985
- Trost der Stille, Hamm 1989
- Nikolaus Groß, Augsburg 1989
- Kardinal von Galen – Der Löwe von Münster, Münster 2005
- St. Liborius im Strom der Zeit, Paderborn 1997
- Eintracht und Einigung – Dr. Günter Rinsche, Porträt eines deutschen Europäers Hamm 1997, ISBN 3-931283-24-0
- Kloster Paradiese, Hamm 2002
- Die Konrad-Adenauer-Stiftung, St. Augustin 2003
- Zwischen Widerstand und Wiedergutmachung, Münster 2005

Günter Beaugrand arbeitete an vielen Sammelbänden mit. Er gestaltete seit 1994 die Westfälischen Heimatblätter als regelmäßige Beilage des Westfälischen Anzeigers, Hamm. Jedes Jahr erschien eine Auswahl der dort veröffentlichten Beiträge in dem Jahrbuch „Unser Westfalen“.

## Ehrungen
- Für seine Verdienste um die katholische Presse und den Jugendmedienschutz ehrte Papst Johannes Paul II. Günter Beaugrand im Jahr 1987 mit der Ernennung zum Ritter des hl. Silvester.
- Der Rat der Stadt Hamm zeichnete ihn 2007 mit dem Wappenteller aus.
- Der Bundespräsident verlieh ihm 2014 das Bundesverdienstkreuz am Bande.